# Dürckheim (Adelsgeschlecht)

Stammwappen derer von Dürckheim

Die Herren von Dürckheim später Eckbrecht von Dürckheim gehören zum pfalzisch-elsässischen Uradel und gingen Ende des 18. Jahrhunderts als Eckbrecht von Dürckheim-Montmartin bzw. Dürckheim-Montmartin nach Bayern. Die Mitglieder der Familie werden als Graf/Gräfin Dürckheim angesprochen.

## Familiengeschichte
Das Geschlecht hat seine Anfänge im späten 12. Jahrhundert und leitet seinen Namen offenbar von der vorderpfälzischen Stadt Bad Dürkheim (früher nur Dürkheim) ab, deren Ortswappen mit dem der Adelsfamilie nahezu identisch ist.
Es erscheint erstmals 1185 mit Algotus de Turencheim im Gefolge Kaiser Friedrichs I. und urkundlich 1220 mit Ulrich und Ludwig de Turencheim. 1247 treten in Bad Dürkheim die Brüder Stephan und Konrad von Dürckheim (bzw. Dürkheim) auf, die dem Kloster Schönfeld zum Bau eines Spitals ein Grundstück in dem Ort schenkten. Möglicherweise ist der hier genannte Ritter Konrad identisch dem Mainzer Domherren Konrad von Dürkheim, der im gleichen Jahr Bischof von Worms wurde und bald darauf verstarb.
Eine fortlaufende Ahnenreihe der Familie wird ab dem 14. Jahrhundert überliefert. Sie erscheint dabei insbesondere im oberrheinischen und elsässischen Raum, nannte sich am Anfang nur von Dürckheim oder Durenkeim, seit ca. 1400 Eckbrecht Alheim von Dürckheim bzw. nur noch Eckbrecht von Dürckheim. Die Kistel von Dürkheim, mit ähnlichem Wappen und im gleichen Umfeld auftretend, scheinen eine Seitenlinie gewesen zu sein.

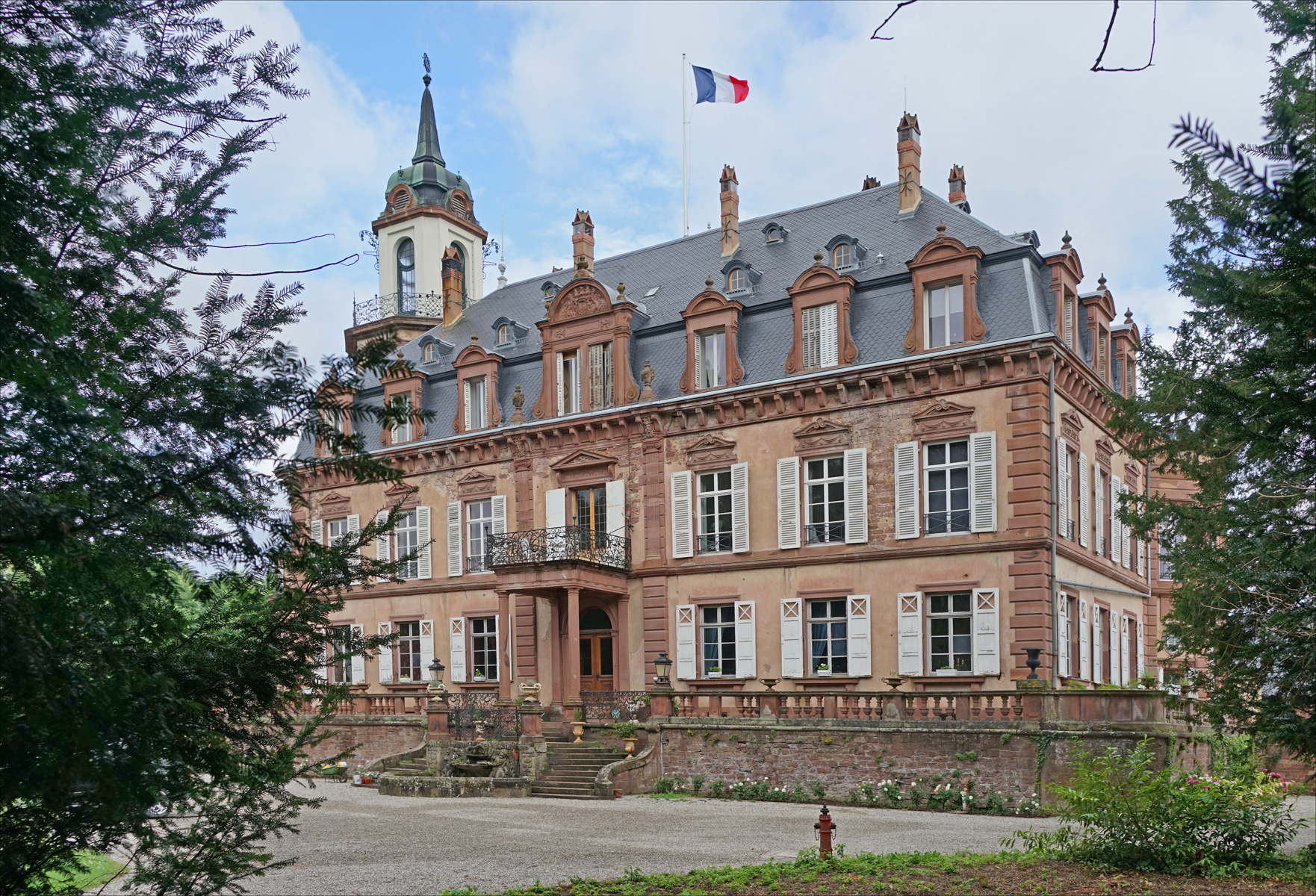
Schloss Fröschweiler im Elsaß

Fröschweiler im Elsass gehörte der Familie seit dem 14. Jahrhundert als Lehen des Hochstift Straßburg; dort erbaute sie 1407 eine neue Burg, bestehend aus Palas mit zwei Türmen. Cuno Eckbrecht von Dürckheim führte 1552 die Reformation in Fröschweiler ein. Die Burg blieb Stammsitz der Familie, bis um 1850 ein neues Schloss erbaut wurde, das Albert von Dürckheim 1890 durch Gabriel von Seidl erweitern ließ. In der Folge wechselte es die Besitzer. 
1420 erwarb das Geschlecht Heuchelheim bei Frankenthal als Erblehen. 1442 erhielt Chun Eckbrecht von Dürckheim Anteile der elsässischen Burg Neuwindstein zu Lehen, ebenso ein Burglehen zu Hagenau und Teile der Zehnten von Bad Dürkheim und Duttweiler.
Reinhard von Zweibrücken-Bitsch vergab Burg und Herrschaft zu Schöneck 1517 als Lehen an den Ritter Wolf Eckbrecht von Dürckheim. In der Lehnsurkunde wurde Schöneck als „verfallene[s] schloss“ bezeichnet. Erzbischof Wilhelm von Hohnstein machte seinem neuen Lehnsmann deshalb die Auflage, die baufällige Burg umfassend instand zu setzen. Wolf Eckbrecht war 1517 aber nicht der einzige Lehnsnehmer, denn er schloss in jenem Jahr einen Burgfrieden mit seinem Schwager Friedrich Steinhäuser zu Neidenfels. Die Eckbrecht von Dürkheim setzten den unter den Zweibrücker Grafen begonnenen Ausbau fort, obgleich sie die Burg immer nur vorübergehend als Wohnsitz nutzten, denn die Familie residierte normalerweise in Fröschweiler. 1680 wurde die Burg von den Franzosen belagert und gesprengt; während der Französischen Revolution wurde die Ruine konfisziert und zu Nationaleigentum erklärt.
Cuno IV. Eckbrecht von Dürckheim († 1555) erscheint als kurpfälzischer Rat und Burggraf von Alzey. Sein Sohn Cuno VI. verkaufte 1596 den Hof der Familie sowie den Weinzehnten in Wachenheim an der Weinstraße an die Kurpfalz. Am äußeren Chor der dortigen Kirche St. Georg befindet sich bis heute ein kunstvoller, gotischer Wappenstein des Geschlechts. Hans Wolf Eckbrecht von Dürckheim (* 1595), Cuno VI. Sohn, amtierte als Hofmeister von Pfalzgraf Johann Casimir von Zweibrücken-Kleeburg.
Dessen Sohn Johann Heinrich (1636–1710) wurde hessen-darmstädtischer General und Kommandant von Gießen. Sein Bruder, der kurpfälzische Oberst Wolf Friedrich Eckbrecht von Dürckheim († 1696), besaß die Herrschaften Schöneck sowie Fröschweiler im Elsass und begründete die heute noch blühende Linie der Familie. Auch das Ortswappen von Fröschweiler entspricht dem Familienwappen der Dürckheimer.
Sein Urenkel Ludwig Karl Eckbrecht von Dürckheim (1733–1774) wurde 1764 als Hofrat von Kaiser Franz I. in den Reichsgrafenstand erhoben und trat als Wirklicher Geheimer Rat, sowie Gesandter am Kaiserhof zu Wien, in württembergische Dienste. Er heiratete Luise Friederike von Montmartin, einziges Kind des württembergischen Premierministers Graf Friedrich Samuel von Montmartin (1712–1778). Um den Familiennamen seiner Gattin nicht aussterben zu lassen, übernahm er ihn als Namenszusatz, weshalb das Adelsgeschlecht seither Eckbrecht von Dürckheim-Montmartin heißt, wobei der ursprüngliche Name Dürckheim der Hauptname blieb. Außerdem erbte er vom Schwiegervater Schloss Thürnhofen bei Feuchtwangen, wo die Familie ansässig wurde und auch der Enkel Ferdinand Eckbrecht von Dürckheim-Montmartin (1812–1891) zur Welt kam, der auf die alten Besitzungen im Elsass zurückkehrte, dort als hoher französischer Beamter wirkte und beachtenswerte Memoiren hinterließ. Sein Großneffe Alfred Eckbrecht von Dürckheim-Montmartin (1850–1912) stand im Range eines bayerischen Generals der Infanterie und erlangte Berühmtheit als Flügeladjutant und letzter Vertrauter von König Ludwig II., bei dessen Verhaftung 1886.
Major Friedrich Wilhelm von Dürckheim-Montmartin übernahm 1867 durch Heirat das Schloss Hagenberg in Oberösterreich, das bis 1936 im Familienbesitz blieb.

### Dürckheim-Montmartin von Ketelhodt
Christian-Ulrich Freiherr von Ketelhodt, * 1944, Sohn des verstorbenen Gerd Freiherr von Ketelhodt und seiner ersten Gemahlin Hildegard, geb. Gräfin Eckbrecht von Dürckheim-Montmartin, seit 1963 Adoptivsohn des Majors der Reserve a. D. Hartwig Graf Eckbrecht von Dürckheim-Montmartin, auf Steckby in Anhalt (1945 enteignet), erhielt am 4. September 1970 zu Marburg an der Lahn durch Beschluss des Ausschusses für adelsrechtliche Fragen eine adelsrechtliche Nichtbeanstandung als Graf Eckbrecht von Dürckheim-Montmartin Freiherr von Ketelhodt. Meist wird er jedoch verkürzt Christian Graf (von) Dürckheim(-Ketelhodt) genannt.

### Strauß-Eckbrecht-Dürckheim
Die Linie der Freiherren Eckbrecht von Dürckheim ist im Mannesstamm erloschen. Freiin Franziska Luise Eckbrecht von Dürckheim, Tochter des Freiherrn Philipp Ludwig Eckbrecht von Dürckheim (1708–1771) zu Fröschweiler, war mit Karl Friedrich von Strauß verheiratet.
Am 26. Juli 1820 erfolgte für Erasmus Maximilian von Strauß aus dänischem Adel, großherzoglich badischer Rittmeister im 2. Dragonerregiment, die Erhebung in den badischen Freiherrenstand sowie die Namen- und Wappenvereinigung mit den erloschenen Freiherren Eckbrecht von Dürckheim als Freiherr von Strauß-Eckbrecht-Dürckheim.

## Wappen
Das Stammwappen zeigt in Silber einen schwarzen Maueranker. Auf dem Helm mit schwarz-silbernen Decken ein beiderseits mit dem Maueranker belegter offener Flug.

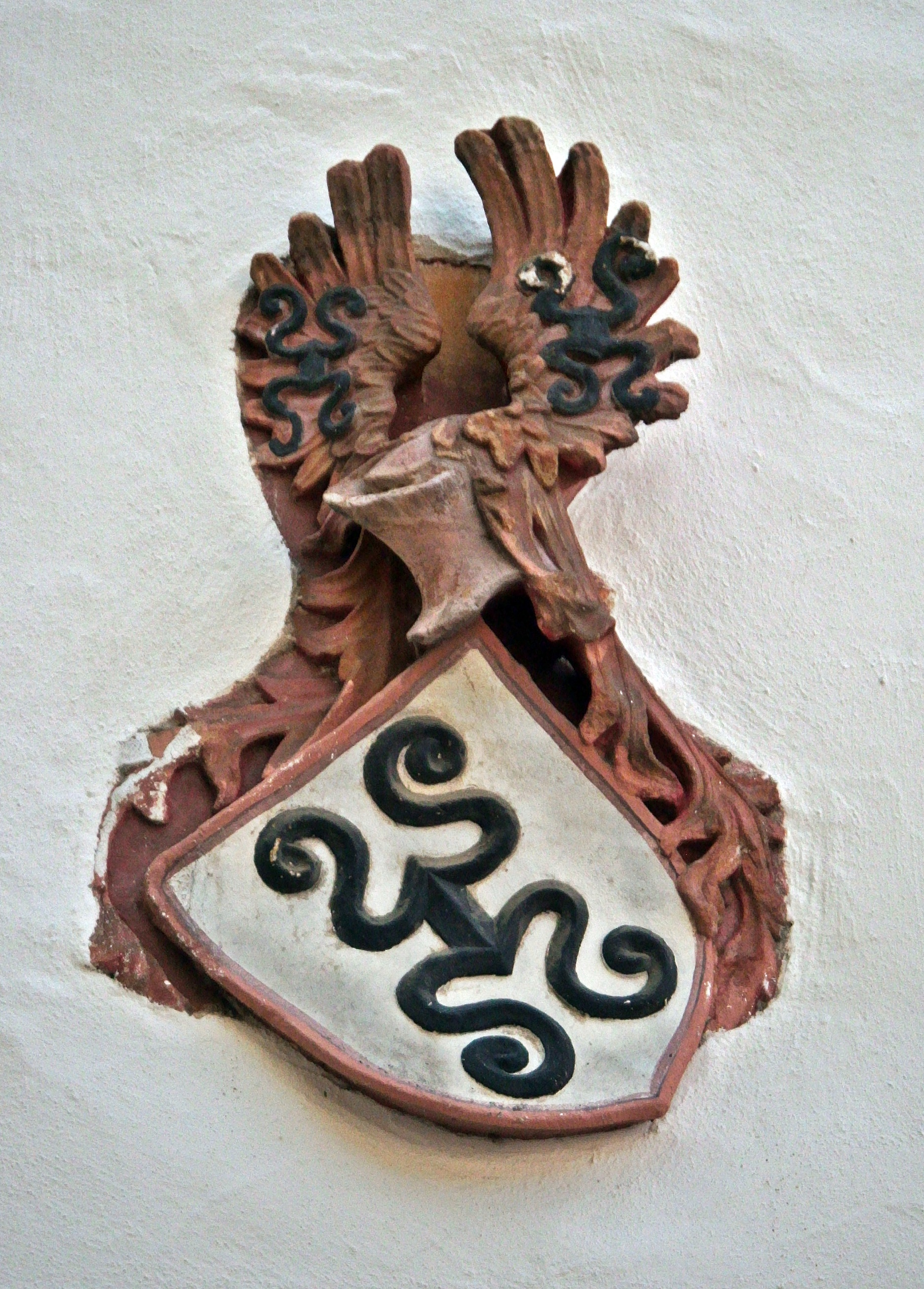
Wappenstein um 1500, an der St. Georgskirche in Wachenheim
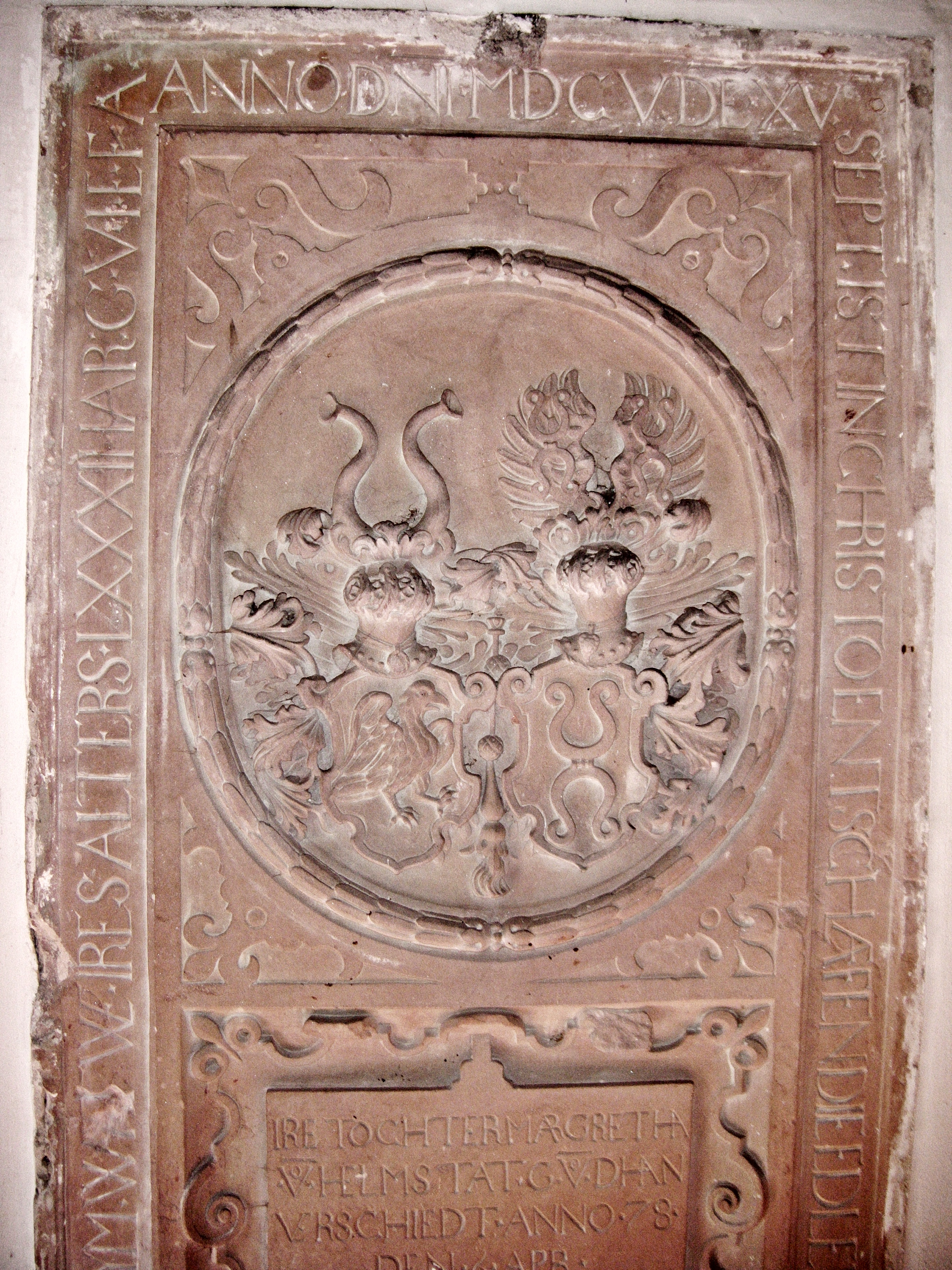
Epitaph der Agatha von Helmstatt geb. Eckbrecht von Dürkheim († 1605), Protestantische Kirche (Heuchelheim bei Frankenthal)
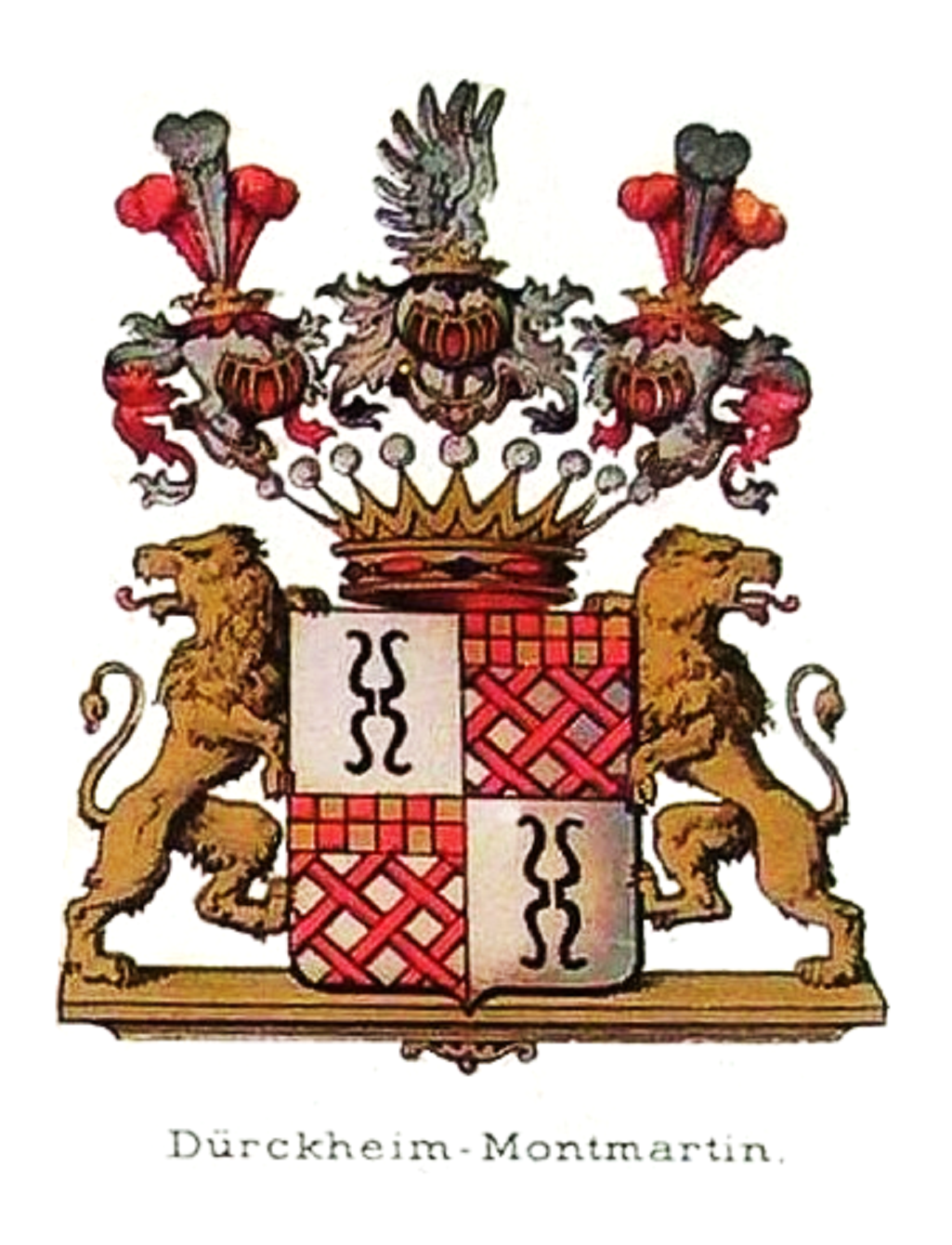
Wappen der Grafen von Dürckheim-Montmartin
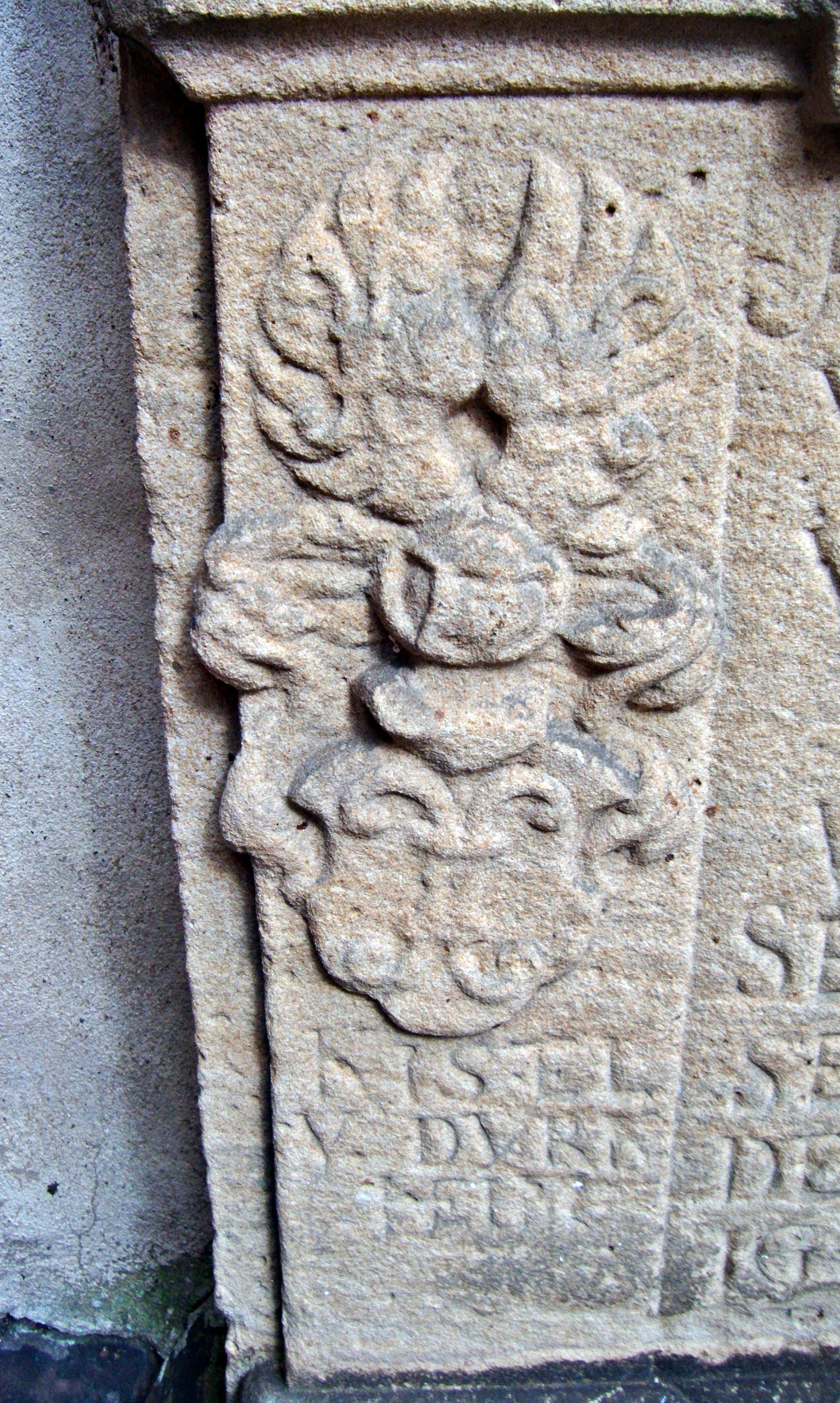
Wappen der Kistel von Dürkheim, als Ahnenwappen auf dem Epitaph des Wolf Leyser von Lambsheim († 1587), Pfarrkirche St. Ulrich, Deidesheim

## Personen
- Konrad von Dürkheim († 1247), Bischof von Worms
- Christian Karl Ludwig Eckbrecht von Dürkheim (1740–1789), Hofmarschall und Prinzenerzieher[19]
- Ludwig Karl Eckbrecht von Dürckheim (1733–1774), Wirklicher Geheimer Rat und Gesandter am Kaiserhof zu Wien
- Friedrich Eckbrecht von Dürckheim-Montmartin (Diplomat) (1770–1836), deutscher Diplomat
- Friedrich Eckbrecht von Dürckheim-Montmartin (Politiker) (1823–1888), österreichischer Gutsbesitzer und Politiker, Oberösterreichischer Landtagsabgeordneter
- Ferdinand Eckbrecht von Dürckheim-Montmartin (1812–1891), französischer Beamter, Memoirenschreiber
- Alfred Eckbrecht von Dürckheim-Montmartin (1850–1912), bayerischer General der Infanterie
- Georg Friedrich von Dürckheim-Montmartin (1866–1928), österreichischer Gutsbesitzer und Politiker, Oberösterreichischer Landtagsabgeordneter
- Karlfried Graf Dürckheim (1896–1988), deutscher Diplomat, Psychotherapeut und Zen-Lehrer
- Christian-Ulrich Eckbrecht von Dürckheim-Montmartin Freiherr von Ketelhodt (* 1944), deutscher Unternehmer und Kunstsammler